# Traité sino-japonais d'amitié et de commerce

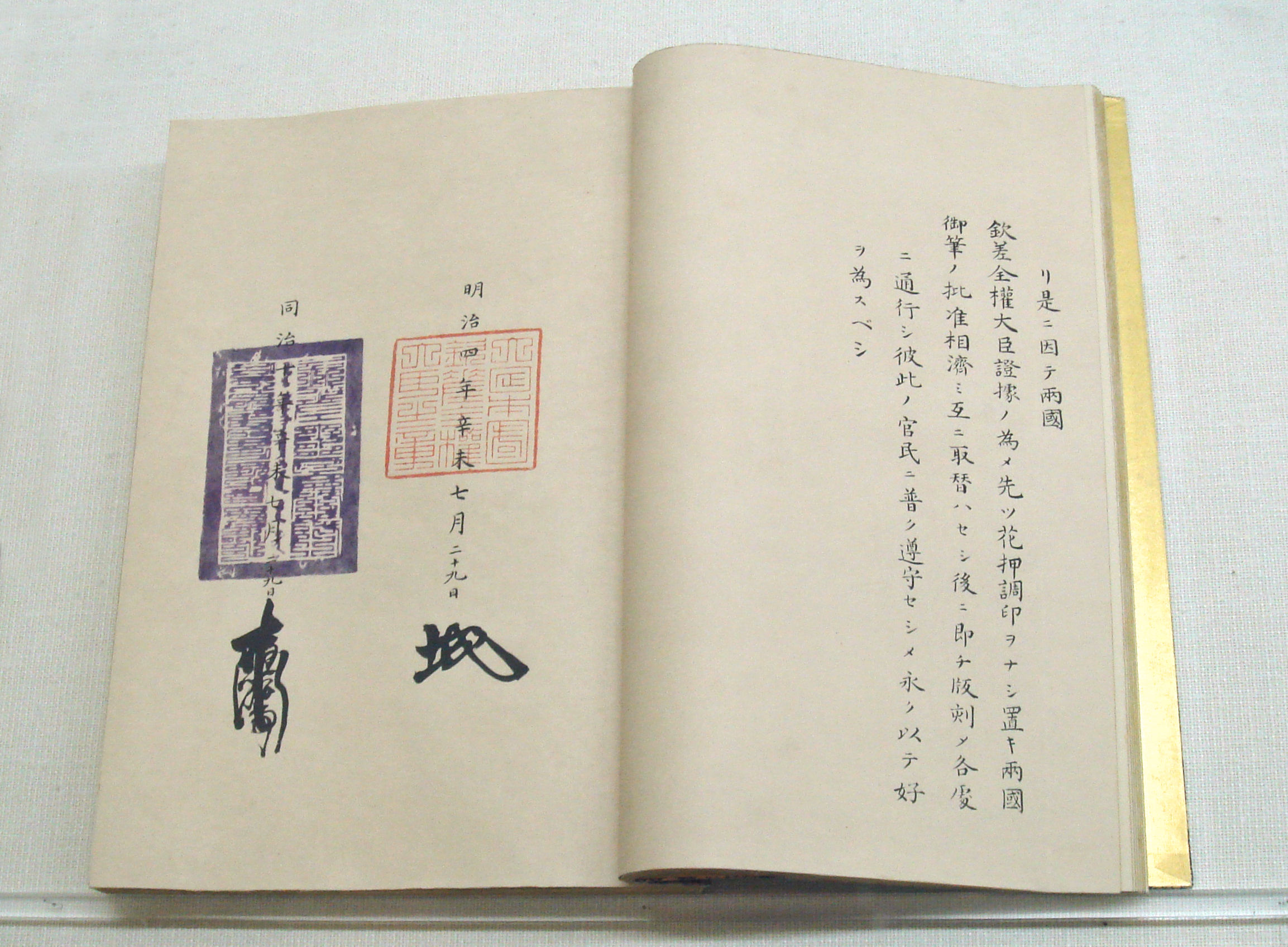
Traité sino-japonais d'amitié et de commerce.

Le Traité sino-japonais d'amitié et de commerce Nisshin shūkō jōki (日清修好条規) est le premier traité entre le Japon et la Chine des Qing. Il est signé le 13 septembre 1871 à Tientsin par Date Munenari du côté japonais et le ministre plénipotentiaire chinois Li Hongzhang
Le traité garantit les droits judiciaires des consuls et détermine les droits de douane entre les deux pays
Ratifié en 1873, le traité reste en vigueur jusqu'à la première guerre sino-japonaise qui entraîne une renégociation laquelle aboutit au Traité de Shimonoseki signé le 17 avril 1895.

## Source de la traduction
- (en) Cet article est partiellement ou en totalité issu de l’article de Wikipédia en anglais intitulé « Sino-Japanese Friendship and Trade Treaty » (voir la liste des auteurs).